# Emeterio Jarillo Orgaz
Emeterio Jarillo Orgaz (Valdelacasa de Tajo, Cáceres, 3 de agosto de 1903-Puebla, 13 de abril de 1994) fue un militar y carabinero español que luchó en la Guerra civil española.

## Biografía
Procedente del Cuerpo de Carabineros, al comienzo de la guerra estaba al frente de la 6.ª Comandancia de carabineros en la provincia de Alicante y se mantuvo fiel al gobierno republicano. Durante la contienda llegó a mandar las brigadas mixtas 3.ª, 8.ª, 65.ª y 152.ª, así como la 4.ª División. En 1938 se afilió al Partido Socialista Obrero Español (PSOE).
Tras la caída de Cataluña marchó al exilio en Francia, junto a otros muchos republicanos. Posteriormente se trasladaría al norte de África desde donde, a bordo del vapor Nyassa, logrará trasladarse a México junto a otras personalidades y/o militares exiliados como Mariano Salafranca. Una vez en México, se instaló en la ciudad de Puebla, donde trabajó para los laboratorios Bayer. Siguió manteniendo el contacto con la Agrupación Socialista de México DF y nunca volvió a España, permaneciendo en México hasta su fallecimiento en 1994.